# Pensylwania
Pensylwania (ang. Pennsylvania, wymowa:/ˌpɛnsɪlˈveɪnjə/ⓘ) – stan w północno-wschodniej części Stanów Zjednoczonych, pomiędzy rzeką Delaware a jeziorem Erie. Pensylwania graniczy od północy z kanadyjską prowincją Ontario (poprzez jezioro Erie) oraz ze stanem Nowy Jork, od wschodu w dalszym ciągu z Nowym Jorkiem oraz z New Jersey, od południa z Delaware, Maryland i Zachodnią Wirginią i od zachodu z Ohio.
Według spisu z 2020 roku Pensylwania z populacją 13 milionów jest 5. najbardziej i 11. najgęściej zaludnionym stanem USA (112 mieszk./km²). Prawie połowa ludności jest skupiona w obszarze metropolitalnym Filadelfia–Camden–Wilmington, który rozlewa się na cztery stany, liczy ponad 6,2 milionów mieszkańców i jest siódmym co do wielkości miastem metropolitalnym w kraju. Obszar metropolitalny miasta Pittsburgh liczy 2,4 mln mieszkańców. Stolicą jest Harrisburg.

## Historia
Pierwszymi osadnikami europejskimi na terenie obecnego stanu byli Szwedzi, którzy osiedlili się w 1643 roku. Niedługo potem kolonia przeszła pod władzę Holandii, a następnie Anglii.
Właściwym początkiem historii stanu Pensylwania było przyznanie 4 marca 1681 przez króla angielskiego Karola II prawa do założenia nowej kolonii w okolicach przyszłej Filadelfii dla Williama Penna. Penn, który był kwakrem, chciał założyć kolonię w Ameryce dla swoich współwyznawców, chcących uciec od prześladowań ich wiary w Anglii. Od jego nazwiska i łacińskiego słowa silvae znaczącego lasy bierze się nazwa Pennsylvania, czyli Lasy Penna.
Penn żył do roku 1718 i odegrał ogromną rolę w pierwszych dekadach istnienia kolonii, pomimo że był w Ameryce tylko w latach 1682–1684 i 1699–1701. Król dał mu prawie nieograniczoną władzę w nowej kolonii jako jej właścicielowi, ale Penn wprowadził oświecony system rządów demokratycznych i pełną wolność religii (kwakierska Pensylwania i katolicki Maryland były jedynymi koloniami z pełną wolnością wyznania). Dla porównania inne kolonie angielskie były w tym czasie zdominowane przez system arystokratyczny (w Wirginii) lub rządzone przez teokratów (w Nowej Anglii). Można stwierdzić, że Pensylwania była amerykańską kolebką idei, które w następnym stuleciu doprowadziły do stworzenia Konstytucji Stanów Zjednoczonych opartej na ideałach oświecenia, spisanej właśnie w Filadelfii w 1787 roku.
W 1755 roku większość ludności Pensylwanii stanowili Szkoci i Niemcy (łącznie 70%), Anglicy pozostawali w mniejszości (30%).

## Geografia

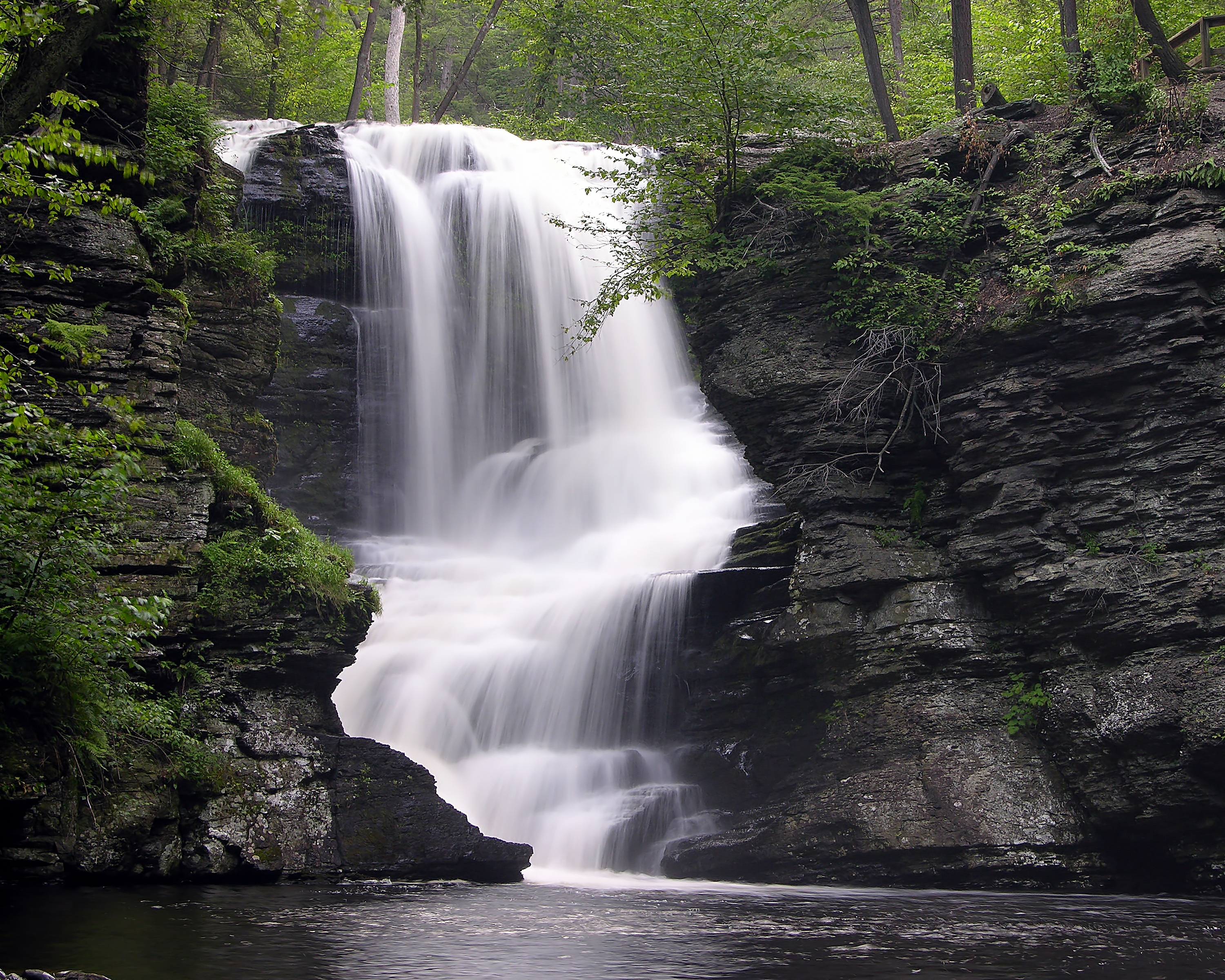
Park stanowy Big Pocono

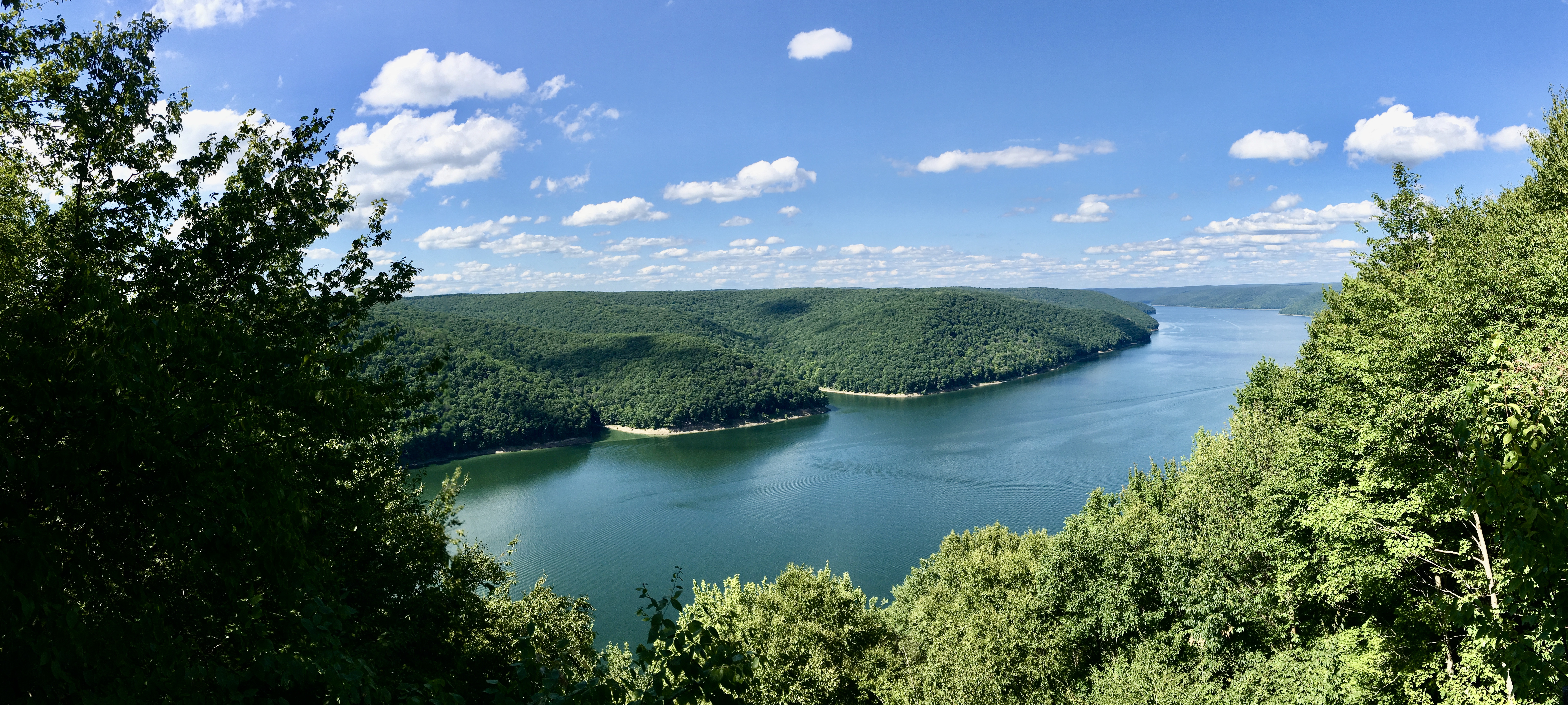
Zbiornik wodny Allegheny Reservoir w hrabstwie Warren

Całkowita powierzchnia stanu to 119 283 km², co czyni Pensylwanię nieco większą od Bułgarii. Z tego 116 075 km² to obszary lądowe, a 3208 km² to powierzchnie wodne (1940 km² to jezioro Erie). Ponad połowę obszaru stanu pokrywają lasy, a wśród nich można wyróżnić dwa główne typy:
- mieszane lasy dębowe – głównie na południu – i obejmują takie drzewa, jak dąb czerwony, quercus montana, orzesznik pięciolistkowy, klon czerwony i tulipanowiec amerykański
- północne lasy liściaste występujące na wysokich wzniesieniach na północy, obejmują takie drzewa, jak klon cukrowy, czeremcha amerykańska, topola osika, brzoza, choina i jesion.

Na mapie Pensylwania ma kształt zbliżony do prostokąta. Jego południowo-wschodni róg prawie dotyka do Atlantyku w okolicach Filadelfii, a północno-zachodni dotyka jeziora Erie. Przez środek stanu przebiegają góry Appalachy, najwyższym szczytem jest Mount Davis (979 m n.p.m.). Rzeka Delaware tworzy wschodnią granicę stanu, pozostałe granice to prawie w całości proste linie wzdłuż równoleżnika 39°43′N (tzw. Linia Masona-Dixona) na południu, 42° N na północy, i wzdłuż południka 80°31′W na zachodzie (wyjątek to małe odchylenie od prostokąta przy jeziorze Erie). Główne skupiska ludności w stanie to obszar metropolitalny Filadelfii w południowo-wschodniej części stanu i obszar metropolitalny miasta Pittsburgh w zachodniej części stanu.

### Miejscowości
Na terenie stanu Pensylwania znajduje się 1013 miast (city lub town) i miejscowości o statusie borough, w tym jedno o liczbie ludności przekraczającej 1 000 000, 3 powyżej 100 000 mieszkańców, 67 powyżej 10 000 mieszkańców, a 597 powyżej 1000 mieszkańców (2022 r.).
Lista miejscowości zamieszkanych przez 10 000 lub więcej osób (2022 r.):

- Filadelfia (1 567 258)
- Pittsburgh (302 898)
- Allentown (125 094)
- Reading (94 858)
- Erie (93 511)
- Bethlehem (77 617)
- Scranton (75 848)
- Lancaster (57 453)
- Harrisburg (50 183)
- York (44 845)
- Wilkes-Barre (44 261)
- Altoona (43 071)
- State College (40 745)
- Norristown (35 795)
- Chester (33 449)
- Bethel Park (32 782)
- Easton (30 341)
- Hazleton (29 993)
- Monroeville (28 259)
- Williamsport (27 403)
- Plum (26 662)
- Lebanon (26 473)
- Pottstown (23 377)
- Carlisle (22 203)
- Chambersburg (22 172)
- New Castle (21 532)
- Baldwin (20 956)
- Murrysville (20 724)
- West Chester (19 531)
- Phoenixville (19 354)
- West Mifflin (19 140)
- Lansdale (18 935)
- Johnstown (18 091)
- McKeesport (17 334)
- Hanover (16 548)
- Hermitage (16 077)
- Franklin Park (15 165)
- Whitehall (14 785)
- Greensburg (14 715)
- Indiana (14 205)
- Dunmore (14 118)
- Wilkinsburg (13 981)
- Ephrata (13 693)
- Washington (13 483)
- Pottsville (13 338)
- Kingston (13 323)
- Coatesville (13 320)
- Butler (13 176)
- Sharon (12 952)
- Bloomsburg (12 730)
- Meadville (12 680)
- St. Marys (12 520)
- Jefferson Hills (12 301)
- Yeadon (12 140)
- New Kensington (11 979)
- Elizabethtown (11 943)
- Emmaus (11 672)
- Lower Burrell (11 585)
- Wyomissing (11 127)
- Lansdowne (11 070)
- Waynesboro (11 027)
- Darby (10 608)
- Nanticoke (10 607)
- Munhall (10 500)
- Northampton (10 323)
- Berwick (10 270)
- Columbia (10 126)

## Demografia

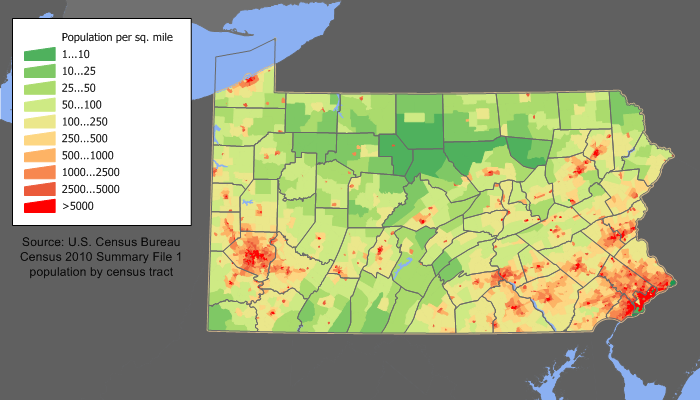
Mapa gęstości zaludnienia Pensylwanii

Na podstawie spisu ludności z roku 2020 stwierdzono, że stan Pensylwania liczył 13 002 700 mieszkańców, co oznaczało wzrost o 300 321 (2,4%) w porównaniu z poprzednim spisem z roku 2010. Dzieci poniżej piątego roku życia stanowiły 5,5% populacji, 20,6% mieszkańców nie ukończyło jeszcze osiemnastego roku życia, a 18,7% to osoby mające 65 i więcej lat. 51,0% ludności stanu stanowiły kobiety.

### Język
W 2010 roku najpowszechniej używanymi językami były:
- język angielski – 90,15%,
- język hiszpański – 4,09%.

### Rasy i pochodzenie
W 2018 roku 80,8% mieszkańców stanowi ludność biała (76,8% nie licząc Latynosów), 11,1% to Afroamerykanie, 3,3% to Azjaci, 2,4% ma rasę mieszaną, 0,2% to rdzenna ludność Ameryki i 0,03% to Hawajczycy i mieszkańcy innych wysp Pacyfiku. Latynosi stanowili 7,1% ludności stanu.
Do największych grup należą osoby pochodzenia niemieckiego (23,9%), irlandzkiego (15,9%), włoskiego (11,7%), afroamerykańskiego, angielskiego (6,9%) i polskiego (6,3%). Do innych większych grup należą osoby pochodzenia „amerykańskiego” (592 tys.), portorykańskiego (452,1 tys.), francuskiego (228,8 tys.), słowackiego (197 tys.), szkockiego (190,7 tys.), holenderskiego (183,5 tys.), rosyjskiego (169,3 tys.), walijskiego (158 tys.), meksykańskiego (152,5 tys.), szkocko-irlandzkiego (144,3 tys.), hinduskiego (132,1 tys.), węgierskiego (124 tys.), afrykańskiego (113,5 tys.), chińskiego (110,2 tys.), ukraińskiego (110,2 tys.) i dominikańskiego (108,9 tys.).
Pensylwania ma najwyższy odsetek osób pochodzenia ukraińskiego w Stanach Zjednoczonych, stanowią oni jednak zaledwie 0,83% populacji, podobnie jak w stanie Waszyngton.

### Religia
Dane z 2014 r.:
- protestanci – 47%:
  - baptyści – 9%,
  - metodyści – 7%,
  - luteranie – 6%,
  - kalwini – 6%,
  - bezdenominacyjni – 5%,

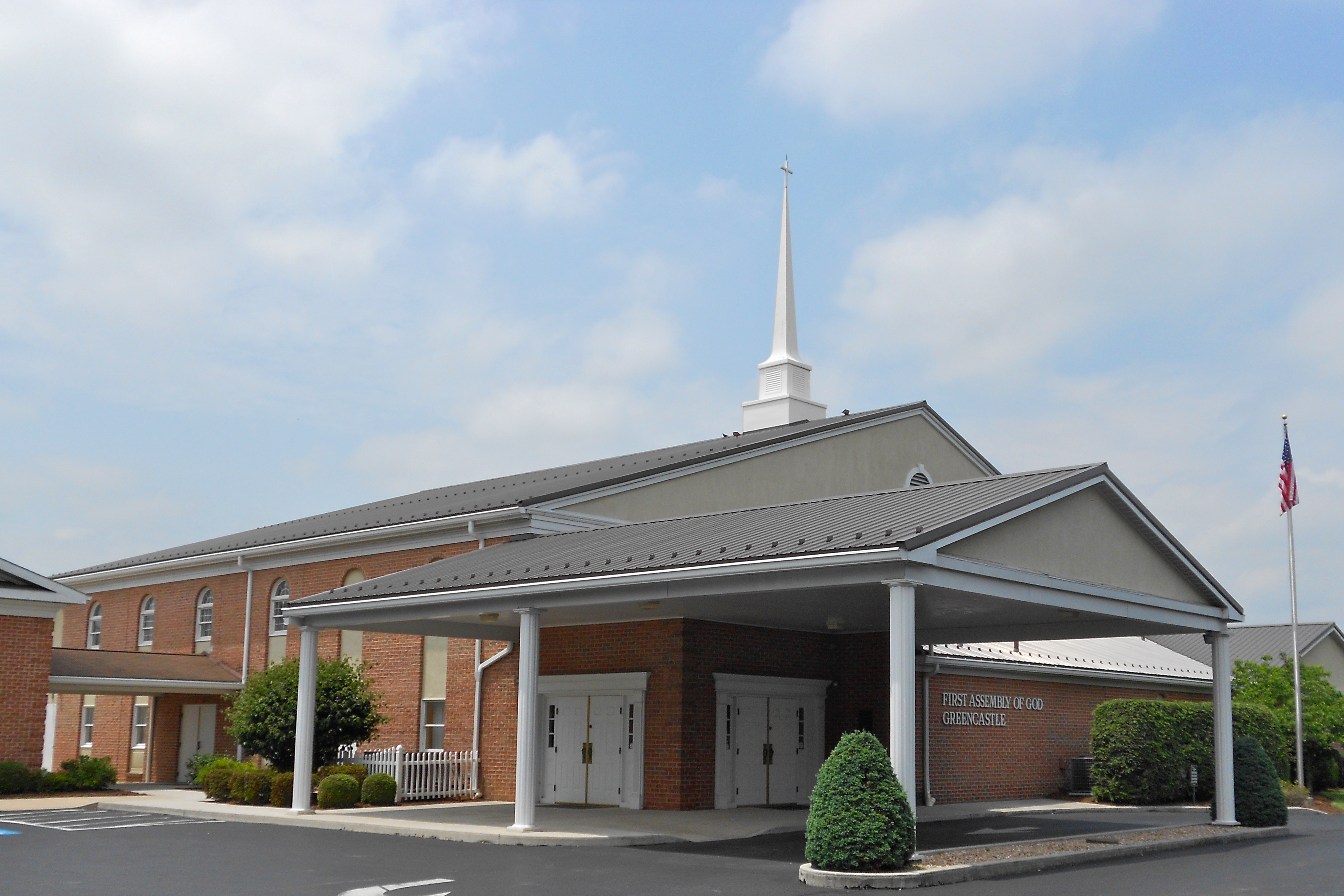
Pierwszy kościół Zborów Bożych w Greencastle

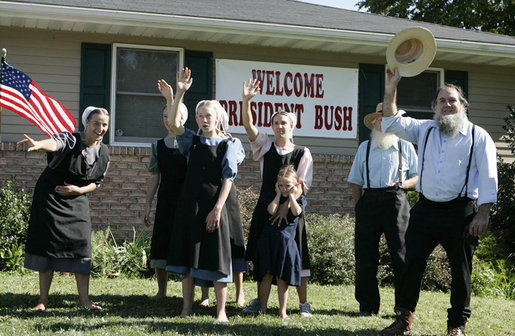
Grupa amiszów i mennonitów macha do prezydenta George W. Busha w Lancaster

  - pozostali – 14% (głównie: zielonoświątkowcy, uświęceniowcy, anglikanie, amisze, anabaptyści, mennonici, campbellici i pietyści),
- katolicy – 24%,
- bez religii – 21% (w tym: 4% agnostycy i 3% ateiści),
- żydzi – 1%,
- muzułmanie – 1%,
- pozostałe religie – 6% (w tym: prawosławni, mormoni, hinduiści, świadkowie Jehowy, buddyści, unitarianie uniwersaliści i bahaiści[16]).

Połowa spośród 75 tysięcy amiszów w Pensylwanii zamieszkuje hrabstwo Lancaster, które posiada największą społeczność amiszów w Ameryce Północnej. Dzięki powszechnemu rolnictwu miejsce to zyskało sobie przydomek „rajskiego ogrodu”.

## Gospodarka

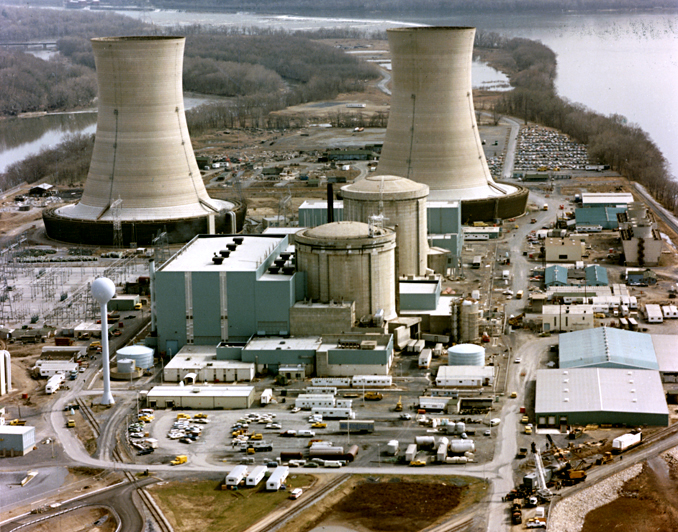
Elektrownia jądrowa Three Mile Island

Pensylwania jest jednym z trzech największych producentów energii elektrycznej w kraju. Największą zasługę w tym ma energia jądrowa, a na kolejnym miejscu jest gaz ziemny. Na obszarze stanu znajduje się 5 elektrowni jądrowych.
W 2017 roku produkcja gazu ziemnego w Pensylwanii osiągnęła prawie 5,5 biliona stóp sześciennych, co stanowiło około jednej piątej całej produkcji w USA i czyniło Pensylwanię drugim co do wielkości producentem gazu ziemnego w USA, po Teksasie. Większość gazu ziemnego przesyłanego z Pensylwanii trafiało rurociągiem do New Jersey, Nowego Jorku, Marylandu i Zachodniej Wirginii. Przez stan przebiega Formacja Marcellus – największe amerykańskie złoże gazu łupkowego.
Pensylwania zajmuje trzecie miejsce wśród stanów USA pod względem wydobycia węgla. Jest ośrodkiem górnictwa węglowego od ponad 200 lat i wciąż ma znaczne rezerwy. Jest przodującym eksporterem węgla, także do innych krajów. W północno-wschodniej Pensylwanii znajdują się również prawie wszystkie krajowe zasoby węgla antracytowego.
Mimo że Pensylwania ma obecnie bardzo niski poziom wydobycia ropy naftowej, to nadal zajmuje się jej przetwórstwem, głównie dla pozyskania parafiny używanej do produkcji smarów.

### Przemysł
Główne energochłonne gałęzie przemysłu to górnictwo, produkcja stali i maszyn, produkty chemiczne, rolnictwo, przetwórstwo żywności i turystyka.

### Rolnictwo

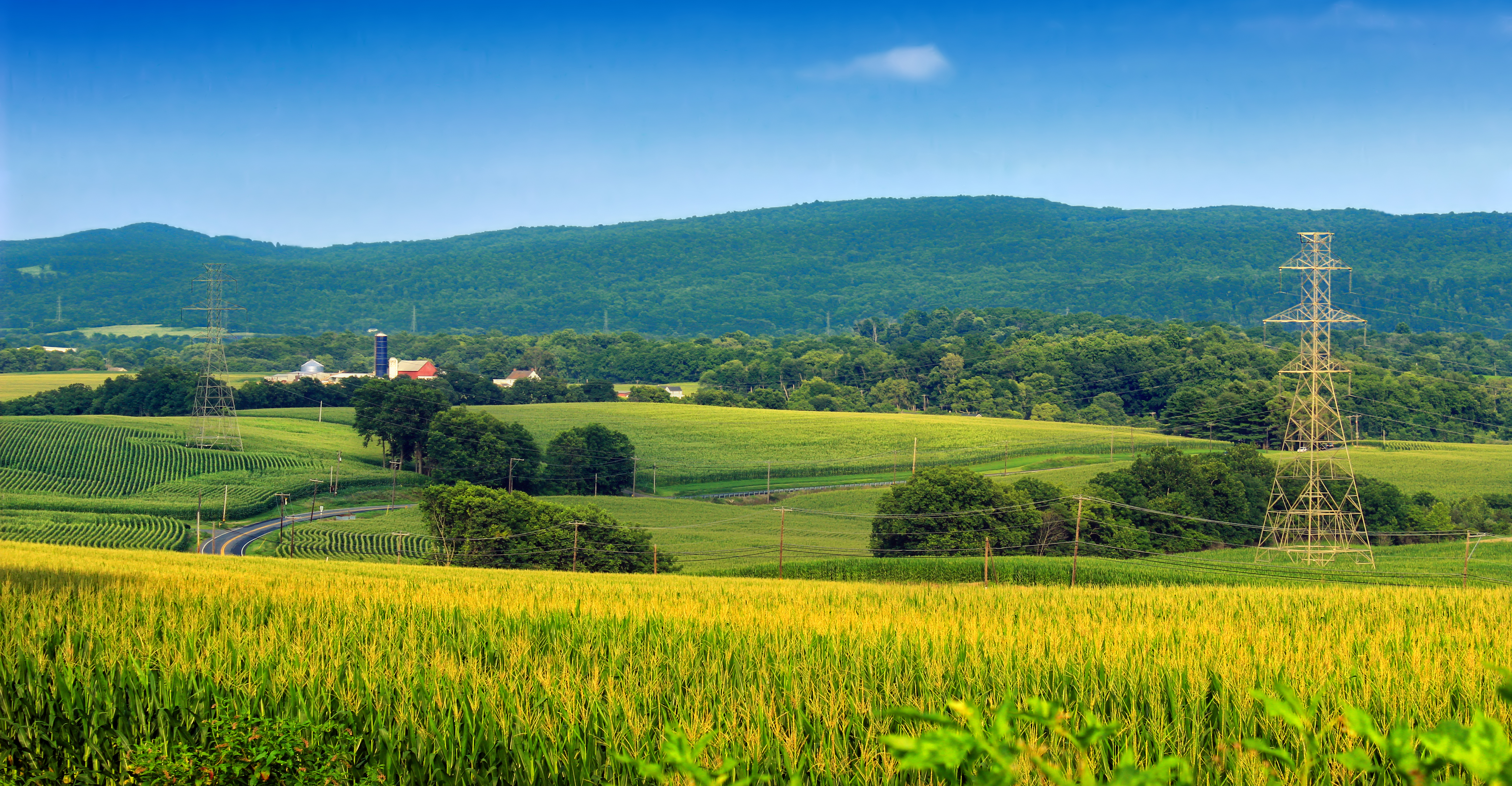
Pola uprawne w hrabstwie Northampton

Rolnictwo w Pensylwanii jest bardzo ważnym sektorem w stanie, generującym dochód i zapewniającym wiele miejsc pracy. Najważniejszą rolę odgrywa sprzedaż produktów zwierzęcych. Pensylwania jest na piątym miejscu wśród stanów USA pod względem wielkości produkcji mleka.
Pensylwania także zajmuje pierwsze miejsce w kraju pod względem produkcji grzybów. Poza grzybami największe dochody przynoszą uprawa kukurydzy, soi, produkcja siana i kwiaciarstwo. Hodowla obejmuje głównie bydło i drób.

## Sport

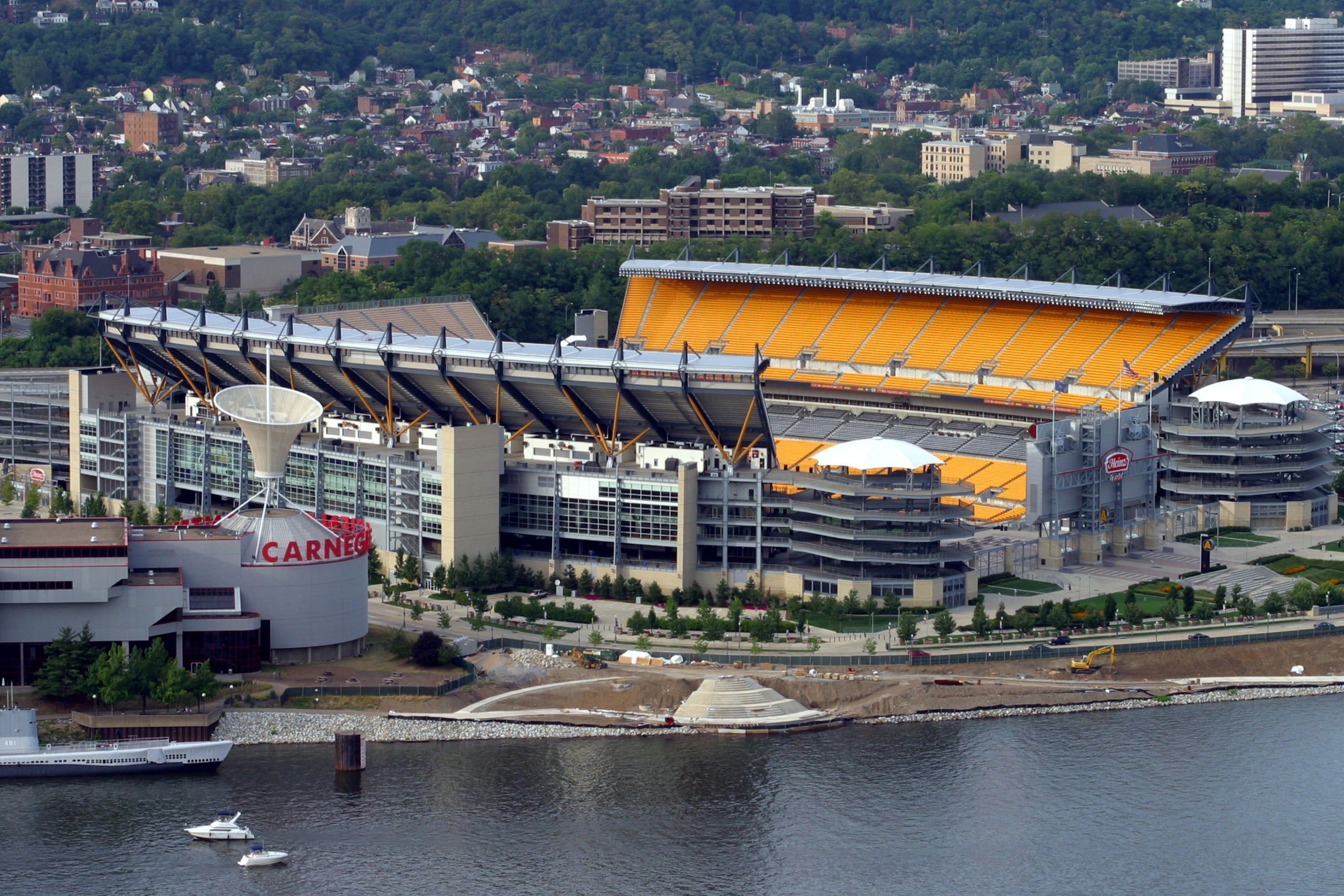
Stadion futbolu amerykańskiego – Heinz Field, w Pittsburghu

Futbol amerykański jest najpopularniejszym sportem w Pensylwanii. Pierwszy profesjonalny mecz odbył się w Pittsburgh, w 1895 roku. W Pensylwanii działa wiele profesjonalnych drużyn sportowych, w tym kilka z głównych lig krajowych:
- NFL: Pittsburgh Steelers i Philadelphia Eagles,
- w MLB grają kluby baseballowe, takie jak: Pittsburgh Pirates i Philadelphia Phillies,
- w koszykarskim NBA rywalizuje Philadelphia 76ers,
- a w hokejowym NHL występują: Philadelphia Flyers i Pittsburgh Penguins,
- piłkę nożną w Major League Soccer reprezentuje Philadelphia Union.

## Ciekawostki
- Lake Erie College of Osteopathic Medicine z siedzibą w Erie jest największą szkołą medyczną w Stanach Zjednoczonych.